# Sistema de câmeras virtuais

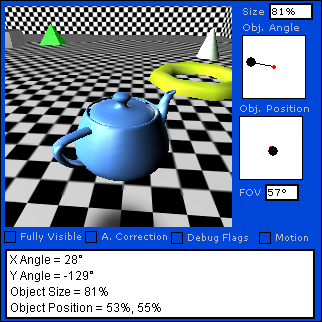
Demonstração de um sistema de câmera virtual, exibindo parâmetros da câmera que podem ser ajustados.

Um sistema de câmeras virtuais busca controlar uma câmera ou um conjunto de câmeras para exibir ângulos de vista em um ambiente virtual em três dimensões. Esses sistemas de câmera são usados em videogames, com o propósito de mostrar a ação do melhor ângulo possível; mas geralmente, eles são usados em ambientes virtuais em 3D quando uma vista em terceira pessoa é necessária.
Ao contrário dos cineastas, os criadores de sistemas de câmeras virtuais devem lidar com um mundo interativo e imprevisível. Não é possível saber para onde o personagem do jogador está indo nos próximos segundos; não é possível, portanto, planejar os ângulos como um diretor de um filme faria. Para resolver esse problema, o sistema se apoia em determinadas regras ou em inteligência artificial para selecionar os ângulos mais apropriados.
Existem em geral três tipos de sistemas de câmera. Em sistemas de câmera fixa, a câmera não se move e o sistema exibe o personagem que o jogador está controlando em uma sucessão de ângulos estáticos. Câmeras acompanhantes seguem os movimentos dos personagens. E, finalmente, os sistemas de câmera interativa são parcialmente automatizados e permitem que o jogador mude o ângulo de visão diretamente. Para empregar os sistemas de câmeras, os desenvolvedores e designers de videogames usam técnicas como programações restritas, scripts de inteligência artificial, ou agentes autônomos.

## Perspectiva em terceira pessoa
Nos videogames, terceira pessoa se refere a uma perspectiva gráfica que segue a partir de uma distância fixa atrás e um pouco acima do personagem do jogador. Esse ponto de vista permite que os jogadores visualizem um avatar de forma mais caracterizada, e é a perspectiva mais comum em jogos de ação e aventura. Jogos com essa perspectiva normalmente fazem uso de áudio posicional – o volume dos sons ambientais varia de acordo com a posição do avatar.
Existem primariamente três tipos de sistema de perspectiva em terceira pessoa: o "sistema de câmera fixa", no qual as posições da câmera são determinadas durante a criação do jogo; o "sistema de câmera acompanhante", onde a câmera simplesmente segue o personagem do jogador; e o "sistema de câmera interativa", que pode ser controlado pelo jogador.[carece de fontes?]

### Câmera fixa
Nesse sistema, os criadores do jogo configuram as propriedades básicas da câmera, como sua posição, orientação ou campo de vista, mas durante a criação do jogo. As vistas da câmera não se alteram dinamicamente, e, por isso, o mesmo lugar sempre será exibido sob o mesmo conjunto de vistas. Um antigo exemplo desse tipo de sistema de câmeras pode ser visto em Alone In The Dark. Embora os personagens sejam desenhados em 3D, o ambiente no qual eles se movimentam foi pré-modelado. Os primeiros jogos da série Resident Evil são exemplos notáveis de jogos que fazem uso do sistema de câmeras fixas.[carece de fontes?]
Uma vantagem desse sistema de câmera é que ele permite que os designers do jogo usem esquemas cinematográficos. Assim como cineastas, eles têm a possibilidade de criar um ânimo através do posicionamento das câmeras e da cuidadosa seleção de "tomadas". Jogos que usam esse tipo de técnicas são usualmente aclamados pelas suas qualidades cinemáticas. A Capcom, por exemplo, usou essa técnica em Resident Evil 2, no qual o encontro entre um monstro e Leon é introduzido através de uma cuidadosa seleção de ângulos, com o intuito de gerar tensão antes desse encontro.[carece de fontes?]

### Câmera acompanhante
Como o próprio nome diz, a câmera acompanhante segue o personagem por trás. O jogador não controla a câmera – ele não pode, por exemplo, movimentá-la para uma posição diferente. Esse tipo de sistema de câmera foi muito comum nos primeiros jogos em 3D como Crash Bandicoot e Tomb Raider por ser um sistema muito simples de se utilizar. Entretanto, esse sistema possui alguns problemas. Em particular, se o ângulo atual não é apropriado (porque está barrado por um objeto ou porque não está mostrando o que o jogador está interessado), ele não pode ser alterado, pois o jogador não controla a câmera. Às vezes, essa perspectiva causa dificuldades quando o personagem está de costas para uma parede. A câmera pode se escalar ou terminar em posições inesperadas.

### Câmera interativa
Esse tipo de sistema de câmera é um aperfeiçoamento do sistema de câmera acompanhante. Enquanto a câmera permanece acompanhando o personagem, alguns de seus parâmetros (como a orientação ou distância entre o ponto de vista e o personagem) podem ser alterados. Em consoles de videogame, a câmera é usualmente controlada por um controlador analógico, o que providencia uma boa precisão do posicionamento; enquanto que em jogos para PC, a câmera é tipicamente posicionada com o mouse. Esse é o caso em jogos como Super Mario Sunshine ou The Legend Of Zelda: The Wind Waker. Sistemas de câmera completamente interativos são mais difíceis de serem empregados. A Gamespot reclama que a maior dificuldade de Super Mario Sunshine está na movimentação da câmera. The Legend Of Zelda: The Wind Waker, em contrapartida, teve maior sucesso com esse sistema – a IGN comentou que o seu sistema de câmera "é tão inteligente que quase não precisa de qualquer correção manual".
Um dos primeiros jogos a oferecer um sistema de câmera interativa foi Super Mario 64. O jogo tinha dois tipos de sistemas de câmera, entre os quais o jogador poderia alternar a qualquer momento. O primeiro era um sistema de câmera acompanhante, normal exceto pelo fato de que ele era parcialmente controlado por inteligência artificial. O sistema "conhecia" a estrutura do ambiente e, assim, poderia antecipar certos ângulos. Por exemplo, no primeiro estágio, quando o caminho para a colina está prestes a virar à esquerda, a câmera automaticamente começa a virar à esquerda também, dessa forma antecipando os movimentos do jogador. O segundo tipo permitia que o jogador controlasse a câmera em relação à posição de Mario. Pressionando os botões para esquerda ou para direita, a câmera se movimenta em volta de Mario, enquanto que pressionando para cima ou para baixo o aproxima ou afasta de Mario.

## Utilização
Existe um grande planejamento quanto à questão da utilização de um sistema de câmeras. O papel dos softwares de programação restrita é gerar o melhor ângulo possível dentro de determinadas limitações visuais. Em outras palavras, o software de resolução de limitações recebe uma composição angular como "mostrar o personagem e assegurar que ele cubra pelo menos 30% do espaço na tela". O software de resolução irá então utilizar vários métodos para tentar criar um ângulo que satisfaça o pedido. Assim que uma perspectiva satisfatória é encontrada, o software de resolução oferece as coordenadas e a rotação da câmera, que poderão ser usadas pela engine de gráficos para exibir a vista.
Em alguns sistemas de câmera, se nenhuma solução for encontrada, as limitações são diminuídas. Por exemplo, se o software de resolução não pode gerar um ângulo onde o personagem ocupe 30% do espaço da tela, ele pode ignorar a limitação do espaço da tela e simplesmente assegurar que ele esteja visível. Tais métodos incluem o afastamento da vista.
Outros sistemas de câmera usam scripts predefinidos que decidem como selecionar o ângulo atual. Tipicamente, o script será ativado como resultado de uma ação. Por exemplo, se o personagem que o jogador estiver controlando iniciar uma conversa com outro personagem, o script para "conversas" será ativado. Esse script conterá instruções de como "filmar" a conversa entre os dois personagens. Dessa forma, as tomadas serão uma combinação de, por exemplo, filmagens por cima do ombro ou em close. Aproximações baseadas em script similares normalmente se apoiam em um software de resolução de limitações que se encarrega de gerar as coordenadas da câmera.
Bill Tomlinson usou uma aproximação mais original para o problema. Ele projetou um sistema com o qual a câmera se torna um agente autônomo, com sua própria personalidade. O estilo dos ângulos escolhidos e o ritmo serão afetados pelo seu ânimo. Assim, uma câmera alegre irá "cortar com mais frequência, passar mais tempo em tomadas em close, se deslocar com movimentos agitados, e, brilhantemente, iluminará a cena".